# Xã Pesotum, Quận Champaign, Illinois
Xã Pesotum (tiếng Anh: Pesotum Township) là một xã thuộc quận Champaign, tiểu bang Illinois, Hoa Kỳ. Năm 2010, dân số của xã này là 845 người.